# Trifești (Rezina)
Trifeşti è un comune della Moldavia situato nel distretto di Rezina di 847 abitanti al censimento del 2004